# Județia lui Radu și George
Județia lui Radu și George reprezintă o entitate istorică a vlahilor menționată într-un hrisov dat de marele jupân Ștefan Nemanja în anii 1198-1199. Acest document, dezvăluie o formă de organizare a vlahilor în județie (sudstvo), reprezentată de Radu și George înainte de sfârșitul secolului al XII-lea.
Hrisovul menționează donații de sate de parici acordate mănăstirii Hilandar, reconstruită de Ștefan Nemanja în Athos, alături de patru prisăci și muntele Bogača. Vlahii donați erau sub jurisdicția judeției lui Radu și George, iar documentul stabilea că aceștia trebuiau să rămână în sfera mănăstirii. Orice tentativă de fugă a oamenilor mănăstirii sau a vlahilor către alte autorități trebuia să fie restituită. Textul este "Iar dintre vlahi județia lui Radu și George și de toți 170 de vlaki".;"Iar dacă ar fugi cineva din oamenii mănăstirii sau dintre vlahi la marele jupan sau sub altcineva, să fie restituiți, dacă însă ar veni între oamenii mănăstirii dintre ai marelui jupan, să se întoarcă iarăși".
Localizarea precisă a judeției lui Radu și George rămâne incertă, autorii variind în identificarea acestei regiuni. Cu toate acestea, există sugestii că așezările vlahilor se aflau în apropiere de Prizren (Soloviev) sau Podgorița (Jireček), iar teritoriul Prizrenului era bogat în cătune vlahe.
Această mențiune istorică oferă o perspectivă asupra vlahilor în zona respectivă înainte de sfârșitul secolului al XII-lea și a formelor lor tradiționale de organizare.

## Lecturăsuplimentară
- Dragomir, Silviu (1959), Vlahii din nordul Peninsulei Balcanice în Evul Mediu, Comisia pentru studiul formării limbii și poporului romîn, București: Editura Academiei Republicii Populare Romîne, p. 17